# モハメド・カマラ (2000年生のサッカー選手)
モハメド・カマラ（フランス語: Mohamed Camara、2000年1月6日 - ）は、マリのサッカー選手。同国代表。カタール・スターズリーグ・アル・サッド所属。ポジションはMF。

## クラブ歴
ASレアル・バマコの下部組織出身で、2018年に5年契約でレッドブル・ザルツブルクに移籍した。セカンドチームのFCリーフェリングでプレーした後、2019年1月8日にTSVハルトベルクに半年の期限付き移籍をした。
2022年8月14日、ASモナコに完全移籍。
2024年7月30日、アル・サッドに5年契約で移籍。

## 代表歴
U-17代表として2017 FIFA U-17ワールドカップに、U-20代表として2019 FIFA U-20ワールドカップに出場した。
2019年10月13日に行われた南アフリカ共和国との親善試合でA代表初出場。同年11月17日のアフリカネイションズカップ2021予選・グループA・チャド戦でA代表初得点。

## タイトル
レッドブル・ザルツブルク
- ÖFBカップ : 2019-20, 2020-21
- ブンデスリーガ : 2019-20, 2020-21